# 今津駐屯地
今津駐屯地（いまづちゅうとんち、JGSDF Camp Imazu）は、滋賀県高島市今津町今津平郷国有地に所在し、第3偵察戦闘大隊等が駐屯する陸上自衛隊の駐屯地である。

## 概要
主な駐屯部隊は機甲科部隊で、第3師団の偵察戦闘大隊が駐屯する。駐屯地司令は第3偵察戦闘大隊長が兼務。
最寄の演習場は、饗庭野演習場で今津駐屯地業務隊が管理する。
2006年（平成18年）3月27日までは丘上に第1営舎、今津町（当時）内に第2営舎の2箇所に分かれた駐屯地であった。
琵琶湖に面しており、琵琶湖寄りの隊舎から琵琶湖が見渡せる。

## 沿革
警察予備隊
- 1952年（昭和27年）9月23日：今津特別訓練隊が編成[1]。

保安隊今津駐屯地
- 1952年（昭和27年）10月15日：今津駐屯地が開設（旧第2営舎地区）[2]。今津特別訓練隊長・佐藤久彌3等保安正に今津駐とん地部隊長兼務が発令[3]。

陸上自衛隊今津駐屯地
- 1954年（昭和29年）
  - 7月1日：陸上自衛隊へ移管[4]。
  - 7月10日：第3偵察中隊が伊丹駐屯地から移駐。
  - 10月5日：今津特別訓練隊を母体に第3特車大隊が編成完結[1]。
  - 12月12日：第1営舎が開庁[1]。
- 1958年（昭和33年）6月25日：第10偵察中隊が編成完結。
- 1962年（昭和37年）
  - 1月18日：師団制移行による部隊新・改編。

  1. 第3特車大隊が第3戦車大隊に称号変更。
  2. 第10戦車大隊が新編。
  3. 第13戦車大隊が新編。
  4. 第3偵察中隊が第3偵察隊に称号変更。
  5. 第10偵察中隊が第10偵察隊に称号変更。

  - 1月23日：第10偵察隊が西山分屯地へ移駐。
  - 2月10日：第3偵察隊が千僧駐屯地へ移駐。
- 1965年（昭和40年）
  - 6月30日：部隊移駐等。

  1. 第3戦車大隊、第10戦車大隊、今津駐屯地業務隊等が新設の第1営舎へ移動。
  2. 第13戦車大隊が日本原駐屯地へ移駐[5]。

  - 7月8日：第3特科連隊第5大隊が姫路駐屯地から戦車大隊等が駐屯していた第2営舎地区に移駐。
- 2004年（平成16年）3月27日：

1. 第10後方支援連隊第2整備大隊戦車直接支援中隊（第10戦車大隊を支援）が新編。
2. 第107全般支援大隊整備中隊今津派遣隊（中部方面隊直轄部隊等を支援）が新編。

- 2006年（平成18年）3月27日：第3師団が即応近代化師団に改編。

1. 第3特科連隊が第3特科隊に縮小改編され第5大隊が廃止。
2. 第3後方支援連隊第2整備大隊戦車直接支援隊（第3戦車大隊を支援）が新編。
3. 第5大隊が駐屯していた第2営舎は廃止。庁舎等の施設は饗庭野演習場廠舎として演習場利用部隊への宿泊施設に用途変更。

- 2008年（平成20年）3月26日：方面直轄部隊として中部方面移動監視隊が新編。
- 2010年（平成22年）3月26日：中部方面無人偵察機隊が新編され、中部方面移動監視隊とともに中部方面情報隊隷下に編合。
- 2013年（平成25年）3月26日：第10後方支援連隊第2整備大隊戦車直接支援中隊を第10後方支援連隊第2整備大隊戦車直接支援隊（第10戦車大隊を支援）に改編。

- 2015年（平成27年）3月26日：会計隊の改編に伴い、第351会計隊が廃止され、第397会計隊今津派遣隊が設置される。
- 2023年（令和05年）
  - 3月15日：部隊廃止。

  1. 第3戦車大隊が廃止。
  2. 第3後方支援連隊第2整備大隊戦車直接支援隊（第3戦車大隊を支援）が廃止。

  - 3月16日：部隊新編。

  1. 第3戦車大隊および第3偵察隊（千僧駐屯地）が廃止・統合され、第3偵察戦闘大隊が編成完結[6]。
  2. 第3後方支援連隊第2整備大隊偵察戦闘直接支援隊（第3偵察戦闘大隊を支援）が新編。

- 2024年（令和06年）3月21日：部隊改編。

1. 第10戦車大隊と第10偵察隊（春日井駐屯地）が廃止・統合され、第10偵察戦闘大隊が豊川駐屯地に新編[7][8] 。
2. 第10後方支援連隊第2整備大隊戦車直接支援隊（第10戦車大隊を支援）が廃止。

- 2025年（令和7年）３月24日：中部方面情報隊隷下の中部方面移動監視隊・中部方面無人偵察機隊を廃止し、中部方面情報収集隊を新編[9][10]。

## 駐屯部隊

### 中部方面隊隷下部隊
- 第3師団
  - 第3偵察戦闘大隊
  - 第3後方支援連隊
    - 第2整備大隊
      - 偵察戦闘直接支援隊：第3偵察戦闘大隊を支援
- 中部方面情報隊
  - 中部方面情報収集隊
- 中部方面会計隊
  - 第397会計隊
    - 今津派遣隊
- 中部方面システム通信群
  - 第104基地システム通信大隊
    - 第318基地通信中隊
      - 今津派遣隊
- 中部方面後方支援隊
  - 第107全般支援大隊
    - 整備中隊
      - 今津派遣隊：中部方面隊直轄部隊等を支援
- 今津駐屯地業務隊

### 防衛大臣直轄部隊
- 警務隊
  - 中部方面警務隊
    - 第131地区警務隊
      - 大津派遣隊
        - 今津連絡班

## 過去の駐屯部隊
- 今津特別訓練隊：1954年（昭和29年）10月4日廃止。
- 第10偵察隊「10偵」：1962年（昭和37年）1月23日、西山分屯地へ移駐。
- 第3偵察隊「3偵」：1962年（昭和37年）2月10日、千僧駐屯地へ移駐。
- 第13戦車大隊「13戦-Ⅹ」：1965年（昭和40年）6月30日、日本原駐屯地へ移駐。
- 第3特科連隊第5大隊「3特-5-Ⅹ」：2006年（平成18年）3月26日廃止。
- 第3戦車大隊「3戦‐Ⅹ」：2023年（令和5年）3月15日廃止。
- 第3後方支援連隊第2整備大隊戦車直接支援隊「3後支-2-戦」：2023年（令和5年）3月15日廃止。
- 第10戦車大隊「10戦-Ⅹ」：2024年（令和6年）3月20日廃止。
- 第10後方支援連隊第2整備大隊戦車直接支援隊「3後支-2-戦」：2024年（令和6年）3月20日廃止。

## 交通
- JR西日本湖西線 近江今津駅
- 国道161号高島バイパス、国道303号

## 重要施設
- 東近江開閉所（東近江市）